# RSSC United F.C.
Royal Swaziland Sugar Corporation United FC là một câu lạc bộ bóng đá Eswatini đến từ Mhlume, thi đấu ở Giải bóng đá ngoại hạng Eswatini.

## Lịch sử
Đội bóng được thành lập năm 2005 sau khi hợp nhất hai đội bóng Mhlume United và Simunye FC.

## Đội hình hiện tại
Ghi chú: Quốc kỳ chỉ đội tuyển quốc gia được xác định rõ trong điều lệ tư cách FIFA. Các cầu thủ có thể giữ hơn một quốc tịch ngoài FIFA.
| Số | VT | Quốc gia | Cầu thủ         |
| -- | -- | -------- | --------------- |
| —  | TM | Angola   | Jefferson Mamba |

## Sân vận động
Hiện tại đội bóng thi đấu ở Sân vận động Mhlume.